# Eupithecia endonephelea
Eupithecia endonephelea är en fjärilsart som beskrevs av Dyar 1913. Eupithecia endonephelea ingår i släktet Eupithecia och familjen mätare. Inga underarter finns listade i Catalogue of Life.